# Samlaren
För andra betydelser, se Samlaren (olika betydelser).
Samlaren är Sveriges äldsta litteraturvetenskapliga tidskrift. Den utges av Svenska Litteratursällskapet i Uppsala, som grundades 1880 i syftet att verka för litteraturvetenskaplig forskning. 
Från och med år 1920 började startades en ny följd. Samlaren är en "Open Access Journal", vilket innebär att var och en, under förutsättning att källa och upphovsperson anges, har rätt att utan kostnad läsa, ladda ned, kopiera, skriva ut, länka till och sprida det material som tidskriften innehåller.

## Redaktörer
- Claes Ahlund (1957–)
- Aksel Andersson (1851–1923)
- Hans-Göran Ekman (1943-)
- Nils Gobom (1889–1975)
- Eskil Källquist (1900–1986)
- Martin Lamm (1880–1950)
- Henrik Schück (1855–1947)
- Victor Svanberg (1896–1985)
- Gunnar Svanfeldt (1906–1996)
- Anna Williams (1957–)
- Ulf Wittrock (1920–1999)